# Сколиоза
Сколиозата, или по-точно сколиозната болест, е заболяване, което се характеризира с определен комплекс, от симптоми. Основен сред тях е латералното (странично) изкривяване на гръбначния стълб. Често то само по- себе си се нарича сколиоза.

## Етиология
В продължение на векове произходът на сколиозата остава загадка на медицината. Етиологията е неизяснена. В болшинството от случаите се поставя диагноза идиопатична сколиоза, т.е с неизвестни причини. Сложността на въпроса за етиологията се обяснява с това, че при един случай сколиозата се проявява като самостоятелно заболяване, а в други като симптом на дадено заболяване, чийто произход е добре известен.

## Класификация
Съществуват различни класификации, които систематизират сколиозата по етиологичен, морфологичен, неврологичен и други признаци.
- Според етиологичния признак всички сколиози се делят на вродени и придобити. В основата на вродените сколиози лежат аномалии в развитието на елементите на гръбначния стълб и ребрата, както и някои дисплазии в него – Зацепин (1949), Чаклин (1957). Много класификации отнасят към придобитите форми – рахитичните, училищните, травматичните, рефлексоболковите и цикатриксиалните сколиози.

- Класификацията на James (1979) разделя сколиозите на две групи: без структурни изменения в прешлените и със структурни такива, които обхващат също дисковете, дъгите и гръбначно-ребрените стави. В повечето разработки се доказва, че началните изменения възникват непосредствено в елементите на опорните части на прешлените. В една от първите хипотези, свързващи възникването на сколиозата с порочната стойка, се подчертава, че асиметричното натоварване на прешлените предизвиква тяхната деформация. Volkman установил експериментално, че продължителната порочна стойка на учениците довежда до асиметричен растеж на гръбначния стълб и поява на сколиотична деформация. Теорията за училищната деформация се поддържа от много автори (Турнер, Брузар, Чаклин, Манчева). Според тях асиметричното натоварване, слабостта и бързата уморяемост на нервно-мускулния апарат са причина за изграждането на порочна стойка, която може да прерасне в структурна сколиоза. По-късно е доказано, че само порочната стойка не може да предизвика сколиотична деформация, но при наличието на някои все още неизяснени фактори предизвикващи заболяването, тя може да служи като важен отключващ механизъм.

- Не получава признание и остеопатичната теория за възникването на сколиозата. Вреден, Lovett, Gruca, Tilman, Шулутко обясняват, че в нейната основа лежат мускулно-лигаментарната недостатъчност на гръбначния стълб. Тоест, според тях се касае за нарушена асиметрия в работата на мускулите и връзките от двете страни на гръбначния стълб.

- Голяма част от изследователите обясняват генезата на сколиотичната деформация не с изменения в ОДА, а с нарушения в обмяната на веществата и по-точно в минералната обмяна. Schede, Steans, Glauber установяват, че при деца със сколиоза е повишена екскрецията на аминовите и азотни съставки, както и на холинестеразата.

- С най-висока стойност в теорията за нарушената обмяна на веществата, като етиологичен фактор, са изследванията на Ponseti. Според него причината за възникването на сколиозата са вредни разстройства в обмяната на мукополизахаридите. Механизмът е следният: инсуфициентната белтъчна обмяна има за последица размекване на епифизните зони на растежа, в областта на залагането на междупрешленовите връзки се създават условия за подхлъзването на апофизите на телата на прешлените (епифизиолиза) и в краен резултат възникване на латерално изкривяване.

- В последните години се проявява повишен интерес към неврогенната теория за произхода на сколиозната болест. Според нея идиопатичната форма на сколиозата се проявява вследствие нарушенията в нервната трофика и нервно-дистрофичните процеси в дисковете на прешлените. В тази посока са изследванията на Heussege, Rathke, Скрычин, Абальмосова.

- В българската медицинска литература през 1987 г. излиза от печат обстоен материал за ВСТМ (вродено съединително-тъканна малостойност). В него се прави опит да се изясни етиологията на идиопатичната сколиоза с ВСТМ, която предизвиква слабост в интер- и интра-вертебралния мускулно-лигаментарен апарат. Авторите на теорията Милковска – Димитрова и Каракашев, установяват симптоми на ВСТМ при повечето от децата с диагноза идиопатична сколиоза.

- В патогенезата на всички форми на сколиозна болест, независимо от етиологията се откриват няколко взаимносвързани закономерности. Началният етап на формиране започва с изместване на пулпозното ядро на дисковете в посока на конвекса. Това облекчава наклона към вгънатата страна, но затруднява заемането на симетричното вертикално положение на гръбначния стълб и създава стабилност на деформацията още в началото на възникването. Създават се условия за асиметричното действие на масата на тялото и неравномерно напрежение на паравертебралните мускули. Вторичните промени са с характер на контрактура на активните и пасивните стабилизатори в конкавната страна и смущения в растежа на прешлените.

## Ход и развитие на болестта
Латералните изкривявания остават във фронталната равнина само в началните стадии на развитие, т. нар. функционални сколиози. Под това наименование се разбират и понятията неправилно телодържане, пре-сколиоза, неправилна стойка. При функционалната сколиоза не се откриват морфологични органоструктурни промени в костната, мускулната, нервната и съединителната тъкан. Липсва дефицит в подвижността на гръбначния стълб. Коригират се във водоравен наклон на трупа или волево стягане на мускулатурата при заставане ”мирно”. Наличието на гръбначно изкривяване във фронтална равнина (сколиоза) довежда до изместване на пулпозното ядро на междупрешленния диск към изпъкналата (конвексна) страна.
Изместеното пулпозно ядро облекчава наклона към вгънатата страна, но затруднява заемането на изходно вертикално положение на гръбначния стълб и създава стабилност на изкривяването още при неговото появяване в първичната крива.
Вторичните промени са с характер на контрактура на активните и пасивните стабилизатори на конкавната страна и смущения в растежа. Постепенно задълбочаващите се функционални изменения довеждат и до структурни изменения. При сколиози I – III и IV степен има завъртане на прешлените по посока на изкривяването. Прешлените се ротират и деформират, като промените са най-силно изразени на върха на дъгата. Промените се характеризират с увеличаване на височината на прешлена от страна на изпъкването и намаляване от вдлъбнатата страна. При изместването на прешлените мускулите, които нормално изправят гръбначния стълб, започнат да го навеждат странично поради промененото съотношение между залавните им места. Настъпилите промени в един отдел на гръбначния стълб се разпространяват и в другите отдели. Първичните криви на гръбначния стълб водят до оформянето на компенсаторни криви.

## Описание на симптомите
В биомеханичен план отклоненията в описаните белези имат следния вид:
- Структурната сколиоза е необратима латерална извивка с фиксирана ротация на прешлените (торзио). Торзиото на вертебралните тела е в посока на конвекситета на изкривяването. В торакалния дял торзиото на прешлените увлича и ребрата и предизвиква дорзалното им проминиране от страната на конвекситета на изкривяването и вентрално проминиране от страната на конкавитета. Затова при структурни сколиози се установява дорзална ребрена гърбица (гибус).

- Неструктурните (функционални, постурални) сколиози са обратими и се коригират при заемане на различни позиции – наклон напред, тилен лег, нивелиране на таза чрез изравняване на дължината на долните крайници или при контракция на постуралните мускули.

Потенциални източници на болка:
- мускулна умора и стресиране на лигаментите от страната на конвекситета;

- компремиране на нервни коренчета от страната на конкавитета.

Характерен мускулен дисбаланс:
- скъсени инертни и контрактилни структури от конкавната страна на изкривяването;

- разтегнати и вяли инертни и контрактилни структури от конвексната страна;

- ако едната тазобедрена става е в аддукторна контрактура, аддукторите от тази страна ще са скъсени, а абдукторите разтегнати и вяли; в контралатералния крайник ще е налице обратната ситуация.

- при изразено торзио на прешлените, мускулите инсерирани за напречните и бодилковите израстъци променят посоката си на теглене и това трябва да се има предвид при патокинезиологичния анализ.

Хоризонталната равнина – главата се накланя към изпъкналата част на изкривяването, раменния пояс противоположно при гръдни и комбинирани сколиози; тазът при гръдните и комбинираните изкривявания е приповдигнат към изпъкналата страна, а при гръдно-лумбалните в повечето случаи е наклонен противоположно.
Фронталната равнина – при гръдни и комбинирани сколиози целият гръбначен стълб и таз са снижени към вдлъбнатата страна на изкривяването, докато при гръдно-лумбалните гръбначния стълб пресича вертикалната ос на тялото, като гръдния отдел се разполага от страна на изкривяването, а тазът – на противоположната му страна.